# Glauconita
La glauconita és un mineral que pertany al grup de la mica i és un fil·losilicat de ferro i potassi. El seu color característic és verd i és molt friable i poc resistent a l'erosió.
Cristallitza en geometria monoclínica. El seu nom deriva del grec:glaucos (γλαυκος) que significa 'platejat'. El seu rang de color varia entre el verd oliva, verd fosc o verd blavós. En l'escala de Mohs té una duresa de 2. es pot confondre amb minerals del grup clorita (també verds) o amb alguns altres minerals argilosos.

## Formació
Normalment trobar glauconita indica ambients marins de l'escut continental sedimentaris. Per exemple apareix a dipòsits del Juràssic i Cretaci de sorres de color verd. També es pot trobar en formacions de sorra o argila o en pedra calcària impura o guix. Es forma sota condicions reductores en sediements i es troben prop de la costa en oceans i el Mar Mediterrani però no en la mar Negra o en llacs d'aigua dolça. Als territoris de parla catalana ha estat descrita en gressos marins a Tavertet (Osona).

## Usos
La glauconita s'ha fet servir durant temps com a pigment en pintures artístiques a l'oli, especialment en les icones russos. També en pintures rupestres dels gals.